# 귀족원 (일본)

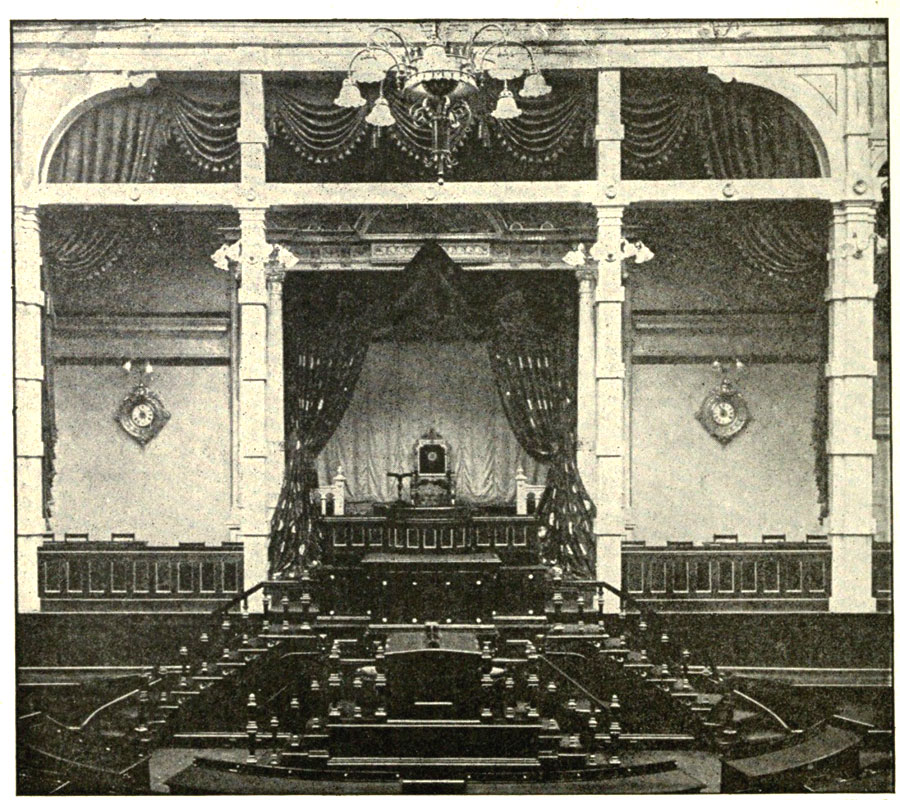
1915년의 귀족원

귀족원(일본어: 貴族院 기조쿠인[*])은 일본 제국의 의회로 「일본 제국 헌법」의 규정에 따라 일본 제국의회 상원 역할을 맡았다. 1890년 11월 29일부터 1947년 5월 3일까지 존재했다.
귀족원에 관한 법은 대체로 「의원법」에 규정되어 있었으며 그 외에도 「귀족원령」 기타 귀족원 규칙 등에도 관련 규정을 두었다.
귀족원 의원은 황족의원, 화족의원, 칙임의원으로 구분됐다. 황족의원, 화족의원 중 공·후작의원, 칙임의원 중 칙선의원은 종신직이었고 특히 황족의원과 공·후작 화족의원은 처음에는 25살, 개정 이후에는 30살이 되면 자동적으로 귀족원 의원이 되었다. 군인 신분을 가진 경우에도 귀족원 의원 자격을 얻었지만 정치에 관여하지 않는 것을 원칙으로 삼아 의정 활동에 참여하지는 않았다. 칙선의원은 공적 혹은 학식이 있는 사람 중에서 내각의 보필에 근거해 천황이 임명했다. 칙선의원은 관료 출신이 많아 혈통에 따라 자동적으로 의원직을 승계받는 황족·화족의원에 비해 실무에 능했고 귀족원 심의를 주도하는 경우가 많았다.
화족의원 중 백·자·남작의원, 칙임의원 중 다액 납세 의원과 제국학사원 회원 의원은 임기가 7년으로 정해져 있었다. 백·자·남작의원은 같은 작위끼리 기명 투표를 통해 선출했고 다액 납세 의원도 호선으로 선출됐다. 조선귀족은 화족의원이 될 수는 없었지만 칙선의원이 될 수는 있었다.
의원의 세비는 「의원법」에 규정되어 있었는데 의장은 7,500엔, 부의장은 4,500엔, 의원들은 3,000엔이었지만 황족의원과 공·후작 화족의원에게는 세비가 지급되지 않았다. 의원 총수는 250명에서 400명 사이였으며 마지막이던 제92회 제국의회 당시에는 373명이었다.
피선거권은 '제국신민인 남자로서 연령 30세 이상인 사람'으로 규정되어 있었다.

## 역사

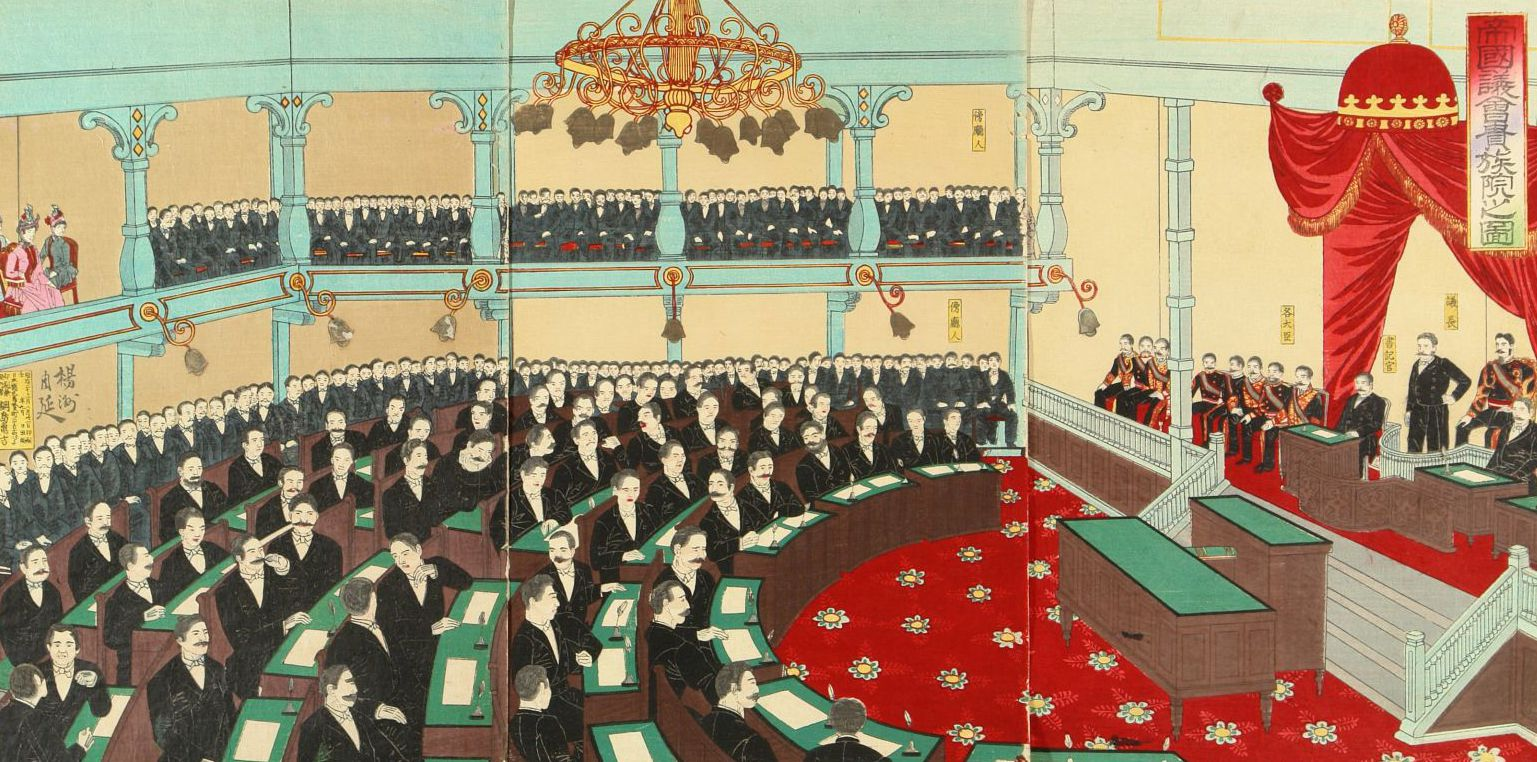
귀족원과 메이지 천황(1890년).

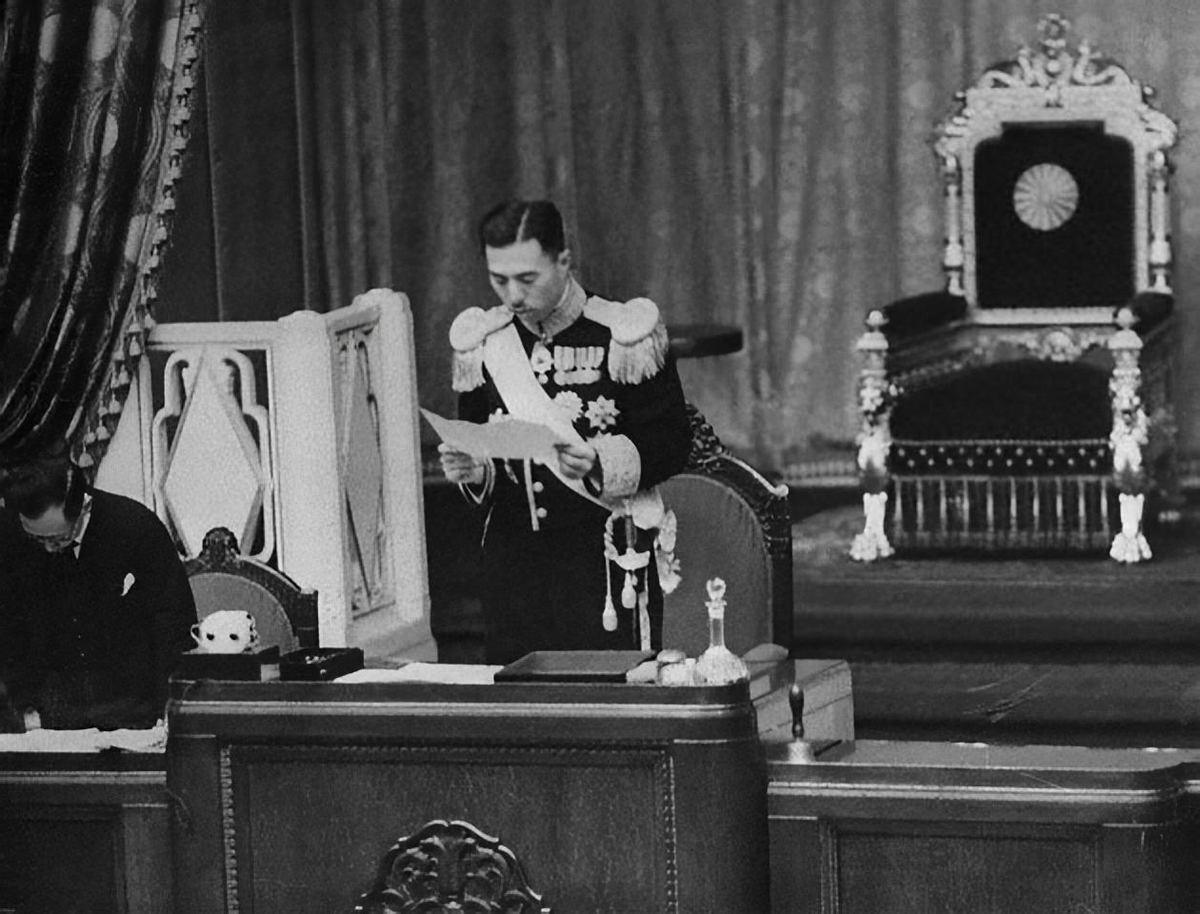
귀족원 의장 고노에 후미마로가 귀족원 본회의에서 칙어봉답문을 낭독하고 있다(1936년).

이토 히로부미는 일본 천황을 중심으로 한 군주제를 유지하기 위해서 천황을 보좌하는 세습 귀족(화족)의 필요성을 인식했다. 그리고 이를 위해 선거로 선출되는 중의원과 대조되는 세습 귀족으로 구성된 기구를 구상했다. 고노 도가마는 의원직을 세습이 아니라 화족에 의한 호선으로 할 것을 주장했지만 이토는 세습 의원을 인정하지 않으면 세습 귀족을 폐지하는 것과 같다며 받아들이지 않았다. 다만 백작 이하 화족은 수가 많아 모든 화족을 귀족원 의원으로 선임할 수 없었기에 같은 작위의 화족끼리 호선토록 했다.
「귀족원 규칙」 초안에는 의장이 의사 일정을 변경해도 의원이 이의를 제기할 수 있도록 규정해 놓았다. 하지만 고용 외국인이던 영국의 법학자 재스퍼 존스 등이 이 규정의 폐지를 주장하여 결국 초안에서 삭제됐다.
귀족원 관계 법령의 초안 작성은 가네코 겐타로가 담당했다. 원래 가네코는 원로원이라고 명명하려 했으나 이토가 다른 나라의 원로원은 선거에 의한 선출 방식이므로 일본과는 성질이 다르다고 반대하여 귀족원으로 결정되었다. 이는 귀족 중심 의원임을 적극적으로 표현함과 동시에 천황의 번병으로서 순수한 군주주의 입장을 취하고 민주주의에 대항하는 역할을 부여한 것이었다. 또한 이토는 정당 내각이 천황이 가지고 있는 주권을 정당이 빼앗아 간다고 인식하여 귀족원은 중의원의 정당과 대항하는 존재로 자리매김하길 바랐다.
쇼와 시대 초기에는 여성의 선거권 도입, 노동조합 인정, 제국대학 증설 등의 진보적 내용을 포함한 법률안이 중의원에서 가결돼도 귀족원에서 부결되는 경우가 왕왕 있었다. 「보통선거법」의 경우도 부결될 뻔했으나 「치안유지법」과 함께 묶여 가까스로 통과될 수 있었다.
귀족원은 기본적으로 보수적인 성향을 가졌지만 내각에 대해 어느 정도 자립성을 보였기에 중의원과 경쟁하면서 내각을 몇 차례 궁지에 몰아넣기도 했다. 또한 내각이 중의원의 다수를 점하는 정당과 타협할 때 반(反)정당의 기치를 내걸며 내각과 대립하기도 했다. 1900년 이토가 증세안을 내놓자 이토가 만든 정당인 입헌정우회의 당리당략적 성격을 이유로 귀족원에서 증세안을 부결한 사례가 대표적이다. 결국 이토는 메이지 천황을 찾아가 귀족원이 증세안에 찬동하도록 칙어를 내려줄 것을 요청해 귀족원을 굴복시켰다.
다이쇼 데모크라시가 한창일 때는 중의원이 정치에 대한 영향력을 상당히 키웠고 귀족원의 위신은 상대적으로 낮아졌다. 급기야는 추밀원과 함께 개혁의 대상으로 지목되기도 했다.
1925년 9월 18일 개수 중인 귀족원 청사에 화재가 발생하여 전소했다. 전소되기 전의 귀족원 의사당의 지면이 대장성 청사에 보관되어 있었기에 훼손되지 않은 기초 위에 똑같은 건물을 다시 세우는 공사를 시작해 1925년 중에 완료했다.
제2차 세계 대전이 끝나고 연합군 최고사령부(GHQ)에 의해 헌법 개정을 요구받자 귀족원도 심의에 참여했다. 하지만 공직 추방에 의해 다수 의원이 의원직을 상실했다. 화족의원은 보충이 가능했지만 귀족원의 폐지가 사실상 결정되자 귀족원의 영향력도 급격히 줄어들었고 결국 헌법 개정 심의에는 학식자를 중심으로 한 칙임의원만이 존재감을 보였다. 예상대로 신헌법에서 귀족원 폐지가 규정되었지만 섣부르게 반대했다가 GHQ가 천황제 폐지를 들고나올 것을 우려해 결국 많은 의원이 소극적인 찬성의 뜻을 내비쳤다.
연구회 소속으로 다액 납세 의원이던 아키타 산이치는 1946년 8월 30일 귀족원 본회의에서 제4차 이토 내각이 주장했던 증세안에 반대했던 사건, 지멘스 사건이 터지자 제1차 야마모토 내각을 탄핵한 사건, 미즈노 렌타로가 구하라 후사노스케의 체신상 임명에 반대하며 사의를 표했다가 이를 번복하자 미즈노를 비판한 사건 등을 언급하며 귀족원의 발자취에 대해 연설했다.
1947년 3월 31일 제92회 제국의회 본회의에서 의장 도쿠가와 이에마사의 발언을 끝으로 활동을 끝냈으며 5월 3일 신헌법이 정식 시행되자 화족 제도와 함께 귀족원도 정식으로 폐지되었다. 귀족원 청사는 신설된 참의원에 승계됐다.

## 의원
귀족원 의원은 황족의원, 화족의원, 칙임의원이 있었다. 황족의원은 남성 황족이, 화족의원은 작위를 가진 화족이 의원 자격을 가졌고 칙임의원은 천황이 임명하는 것으로 자격을 얻었다.
화족의원은 작위에 따라 공·후·백·자·남작의원으로 구분되었다. 칙임의원은 귀족원이 처음 발족했을 때는 칙선의원과 다액 납세 의원만 있었다가 1925년 제국학사원 회원 의원이, 1945년에는 조선칙선의원과 대만칙선의원이 신설됐다. 전후에는 황족의원들이 모두 사임하고 식민지가 독립하면서 조선칙선의원과 대만칙선의원이 사라졌다가 1947년 귀족원이 폐지되면서 나머지 의원직도 모두 사라졌다.

### 황족의원
만 20세가 된 남성 황족은 자동적으로 귀족원 의원이 되었다. 다만 황태자와 황태손은 만 18세가 되면 귀족원 의원이 되었다. 정원 규정은 없었으며 세비는 지급받지 않았다.
다만 실제로 황족의원은 정쟁에 휘말릴 우려 때문에 의례에 참석하거나 방청만 했을 뿐 의정 활동에 참여하지 않았다. 제1의회 때 야마시나노미야 아키라 친왕이, 제88의회 때 히가시쿠니노미야 나루히코 왕이 등원한 것이 유일한 예외 사례다. 또한 남성 황족은 군에 입대하여 장교로 복무하는 것이 관례였는데 군인이 정치에 관여해선 안 된다는 생각도 역시 황족의원이 귀족원에 등원하는 것을 꺼리게 만든 이유가 되었다.
제2차 세계 대전이 끝난 이후인 1946년 5월 23일 재임 중이던 모든 황족의원들이 사임했다.

### 화족의원
만 25세가 된 남성 화족은 귀족원 의원이 될 자격이 있었다. 공작과 후작은 자동적으로 의원이 되었는데 정원 규정과 별도의 임기는 없었고 세비는 지급받지 않았다. 황족의원과 마찬가지로 공·후작의원도 군인의 경우에는 의회에 출석하지 않는 것이 관례였다. 1925년 「귀족원령」을 개정하여 만 30세가 되어야 의원이 될 수 있도록 했다. 또한 천황의 윤허를 받아 의원직에서 물러날 수 있도록 했고 반대로 천황의 윤허를 받아 다시 의원직에 복귀할 수 있도록 규정을 신설했다.
백·자·남작은 같은 작위의 화족끼리 호선을 통해 의원을 선출했으며 임기는 7년이었다. 호선은 귀족원 규칙으로 규정했는데 자치에 맡겼으며 투표 비용은 자기 부담이었다.
1890년 7월 10일 제1회 귀족원 백·자·남작의원 호선 선거가 시행됐는데 백작의원은 20명 이내, 자·남작의원은 각각 73명 이내로 규정됐다. 최종적으로 제1회 제국의회에 백작의원은 14명, 자작의원은 70명, 남작의원은 20명이 선출되었고 제21회 제국의회의 경우 백작의원은 17명, 자작의원은 70명, 남작의원은 56명이었다.
1905년 「귀족원령」을 개정하여 백·자·남작의원을 통틀어 정원을 143명으로 규정했으며 작위를 가진 화족의 수에 비례해 의원 정수를 배분했다. 이는 청일 전쟁과 러일 전쟁을 거치면서 전공을 세운 사람들이 화족 작위를 얻으면서 그 수가 급증했기에 화족의원의 수도 덩달아 늘어나지 않도록 억누르기 위한 조치였다.
1909년에는 백작의원의 정수를 17명, 자작의원의 정수를 70명, 남작의원의 정수를 63명으로 했으며 1918년에는 다시 그 정수를 각각 20명, 73명, 73명으로 고쳤다. 1925년에는 다시 정수를 수정해 각각 18명, 66명, 66명으로 했는데 이후 더 이상 화족의원의 정수는 바뀌지 않았다. 또한 이때 공·후작의원과 함께 만 30세가 되어야 의원이 될 수 있도록 개정됐다.
공·후작의원과 백·자·남작의원의 선출 방식이 상이했고 백·자·남작의원의 정수도 달랐기에 승작할 경우 어떻게 되는지에 대한 논쟁이 초기부터 있었고 소송에 이른 적도 있었다. 이는 나중에 가서 작위에 변동이 있을 경우 호선에 의한 지위를 상실하는 것으로 명확한 규정을 두었다. 백작의원이 승작하면 호선이 아니라 자동적으로 화족의원이 되는 것이니 문제가 없었지만 자·남작의원은 문제의 소지가 있었다. 실제로 시마즈 다다아키라가 1890년 자작의원으로 취임했다가 다음해 백작으로 승작했는데 이를 시기한 한 사람이 의원 자격 이의 신청을 했고 결국 의원 자격을 상실하는 일이 있었다.
백·자·남작의원은 호선으로 결정되었지만 그 형태가 투표였기에 선거 운동 또한 존재했다. 1892년 상우회라는 조직이 발족했는데 표면적으로는 화족과 귀족원 의원을 위한 친목회였지만 실제로는 화족의원 선거를 위한 선거 운동 단체였다. 백·자·남작의원 선거는 의원 정수만큼 표를 행사하는 완전연기제였기에 소수의 표를 향방은 중요하지 않았고 이와 동시에 가장 많은 표를 얻은 사람이 당선되는 다수대표제였기에 선거 운동을 담당하는 상우회의 영향력은 대단했고 제2차 가쓰라 내각의 후원까지 받으면서 상우회는 백·자·남작의원의 대부분을 좌지우지하는 세력으로까지 성장하게 됐다.
백·자·남작의원 선거는 1890년에 처음 실시된 이후 7년마다 이루어졌으며 날짜는 항상 7월 10일이었다. 1939년에 제8회 선거가 시행되었고 1946년에 제9회 선거가 시행되어야 했지만 1946년 5월에 소집된 제90회 제국의회에서 「일본국 헌법」을 심의하기 시작했고 이미 귀족원의 폐지는 확정된 거나 다름없었기에 구태여 새로 선거를 시행하지 않고 기존 의원들의 임기를 연장하기로 결정했다. 1946년 7월에 기존 의원들의 임기를 7개월 연장하여 다음해 2월까지 의원직을 유지하게 되었다. 1945년 12월 임기를 3개월 더 연장하여 1947년 5월까지 의원직을 유지했으며 그 달에 신헌법이 시행되면서 귀족원과 함께 화족의원도 모두 폐지되었다.

### 칙임의원

#### 칙선의원
국가에 공로가 있거나 학식을 가진 만 30세 이상의 남성 중에서 내각의 보필을 받아 천황이 임명한 의원을 칙선의원이라 했다. 칙선의원은 별도의 임기 없이 종신제로 운용됐다. 1890년 첫 창설 당시 원로원 의관 27명, 각 성(省)의 관리 10명, 민간인 9명, 제국대학 대표 6명, 궁중 고문관 6명, 내각법제국 3명으로 총 61명이 칙선의원으로 선출됐다.
이후의 칙선의원은 내각이 독자적인 판단 하에 알아서 선임했지만 일반적으로는 퇴진이 결정된 내각이 후보자를 천황에게 주천하여 임명하는 방식을 거쳤다. 쇼와 시기(1926년~1947년)에 칙선의원이 된 사람은 170명인데 이들 중 관료가 39%를 차지했으며 그 다음으로 재계 출신이 25%, 대신이 16%, 대의사가 8%, 대학 교수가 4%, 군인이 3%였다. 관료 출신이 많았기 때문에 화족의원과 비교해서 실무 능력을 갖춘 사람이 많았고 이들은 대체로 귀족원의 의정 활동을 리드했다.
처음에는 칙선의원과 다액 납세 의원의 정원을 화족의원 정수보다 낮게 하도록 규정했지만 1905년 칙선의원 정원을 125명 이내로 따로 정했다가 1925년에는 정원 규정을 아예 없애버렸다. 하지만 귀족원이 폐지될 때까지 칙임의원이 화족의원보다 많았던 적은 한 번도 없었다.

#### 다액 납세자 의원
토지를 가지고 있거나 다액의 직접 국세를 납부하는 만 30세 이상의 남성 중에서 호선을 통해 선출된 의원을 다액 납세자 의원이라 했다. 칙선의원과 달리 임기는 7년으로 한정됐다.
원래 홋카이도청과 오키나와현을 제외한 각 부현마다 직접 국세 납부자 15명 중 1명을 호선하해 정원 45명으로 운용했다. 1918년부터 홋카이도와 오키나와에서도 다액 납세 의원을 선출토록 했으며 1925년 각 청부현마다 100명당 1명씩 혹은 200명당 2명씩 총 66명 이내를 선출하도록 바꾸었다. 또한 기존에 기명 투표였던 것을 이때 비밀 투표로 고쳤다. 1944년 가라후토청에서도 다액 납세 의원을 1명 선출토록 규정을 고쳤지만 다음해 패전으로 가라후토를 소련에 반환했기 때문에 실제로 선출된 사람은 한 명도 없었다.
다액 납세 의원의 정치력은 미미했으며 부자 의원이라고 자주 비판을 받았다.

#### 제국학사원 회원 의원
1925년 신설되었으며 제국학사원 회원 중에서 만 30세 이상의 남성 중에서 호선하여 선출됐다. 정원은 4명이었는데 제국학사원이 인문과학·사회과학 계열의 제1부와 자연과학 계열의 제2부로 나뉘어져 있었기에 각 부당 2명씩 선출했다. 임기는 7년이었으며 무기명 투표로 선출했다.

#### 조선칙선의원·대만칙선의원
외지였던 조선과 대만에 거주하는 만 30세 이상의 남성 중에서 유망한 사람을 특별히 선출한 것이 조선칙선의원과 대만칙선의원이었다. 임기는 7년이었고 정원은 각각 10명 이내로 규정했다.
1945년 4월에 창설됐지만 전쟁 막바지였기에 제대로 기능하지 못했다. 1946년 5월 16일 소집되어 6월 20일에 폐회한 제90회 제국의회 임시회 명부에 외지의원 9명(조선칙선의원 6명, 대만칙선의원 3명)이 기재되어 있다. 같은 해 7월 4일 조선·대만칙선의원 규정을 삭제하는 「귀족원령」 개정안에 따라 이들은 모두 자격을 잃었다.
한편 이와 별개로 윤덕영(조선귀족), 박영효(조선귀족), 이진호(조선총독부 관료)와 대만인 한 명이 칙선의원 자격으로 귀족원 의원이 된 적이 있었다. 특히 이진호는 조선·대만칙선의원 규정이 폐지된 뒤에도 일반 칙선의원으로 의원직을 유지했다.

## 의장
의장은 내각의 보필을 받아 천황이 임명했다. 임기는 7년이었지만 종신의원이 아닌 의원은 그 임기가 끝나면 의장직에서도 물러나야 했다. 의장 선출에 귀족원은 관여할 수 없었지만 의장과 부의장이 모두 역할을 수행할 수 없을 때 임시로 의장 역할을 수행할 임시 의장은 귀족원이 자체적으로 선출했다. 임시 의장으로 선출된 적이 있는 의원은 총 6명이다.
귀족원 의원이라면 누구라도 의장이 될 수 있었지만 화족의원이 아닌 의원이 의장이 된 사례는 한 번도 없었다. 또한 공적을 인정받아 작위를 얻은 훈공화족 출신은 이토 히로부미 한 명뿐이며 나머지는 모두 공가나 다이묘 출신 화족의원이었다.

### 역대 의장
| 초대 | 이토 히로부미       | 1890년 10월 24일~1891년 7월 21일 | 사직           | 제1회         | 백작 |        |
| 2대  | 하치스카 모치아키   | 1891년 7월 21일~1896년 10월 3일  | 사직           | 제2회~제9회   | 후작 |        |
| 3대  | 고노에 아쓰마로     | 1896년 10월 3일~1903년 12월 4일  | 임기 만료      | 제10회~제18회 | 공작 | 삼요회 |
| 4대  | 도쿠가와 이에사토   | 1903년 12월 4일~1910년 12월 5일  | 임기 만료      | 제19회~제26회 | 공작 | 화요회 |
| 5대  | 도쿠가와 이에사토   | 1910년 12월 5일~1917년 12월 5일  | 임기 만료      | 제27회~제39회 | 공작 | 화요회 |
| 6대  | 도쿠가와 이에사토   | 1917년 12월 5일~1924년 12월 5일  | 임기 만료      | 제40회~제49회 | 공작 | 화요회 |
| 7대  | 도쿠가와 이에사토   | 1924년 12월 5일~1931년 12월 5일  | 임기 만료      | 제50회~제59회 | 공작 | 화요회 |
| 8대  | 도쿠가와 이에사토   | 1931년 12월 5일~1933년 6월 9일   | 사직           | 제60회~제64회 | 공작 | 화요회 |
| 9대  | 고노에 후미마로     | 1933년 6월 9일~1937년 6월 7일    | 사직           | 제65회~제70회 | 공작 | 화요회 |
| 10대 | 마쓰다이라 요리나가 | 1937년 6월 19일~1939년 7월 9일   | 의원 임기 만료 | 제71회~제74회 | 백작 | 연구회 |
| 11대 | 마쓰다이라 요리나가 | 1939년 7월 13일~1944년 9월 13일  | 서거           | 제75회~제85회 | 백작 | 연구회 |
| 12대 | 도쿠가와 구니유키   | 1944년 10월 11일~1946년 6월 19일 | 사직           | 제86회~제90회 | 공작 | 화요회 |
| 13대 | 도쿠가와 이에마사   | 1946년 6월 19일~1947년 5월 2일   | 귀족원 폐지    | 제90회~제92회 | 공작 | 화요회 |

## 역대 부의장
| 초대 | 히가시쿠제 미치토미 | 1890년 10월 24일~1891년 8월 1일   | 사직        | 제1회         | 백작 |        |
| 2대  | 호소카와 준지로     | 1891년 9월 30일~1893년 11월 13일  | 사직        | 제2회~제4회   |      |        |
| 3대  | 사이온지 긴모치     | 1893년 11월 13일~1894년 5월 12일  | 사직        | 제5회~제6회   | 후작 |        |
| 4대  | 구로다 나가시게     | 1894년 10월 6일~1901년 10월 7일   | 임기 만료   | 제7회~제15회  | 후작 | 연구회 |
| 5대  | 구로다 나가시게     | 1901년 10월 7일~1908년 10월 7일   | 임기 만료   | 제16회~제24회 | 후작 | 연구회 |
| 6대  | 구로다 나가시게     | 1908년 10월 7일~1915년 10월 7일   | 임기 만료   | 제25회~제36회 | 후작 | 연구회 |
| 7대  | 구로다 나가시게     | 1915년 10월 7일~1922년 10월 7일   | 임기 만료   | 제37회~제45회 | 후작 | 연구회 |
| 8대  | 구로다 나가시게     | 1922년 10월 7일~1924년 1월 16일   | 사직        | 제46회~제48회 | 후작 | 연구회 |
| 9대  | 하치스카 마사아키   | 1924년 1월 16일~1931년 1월 16일   | 임기 만료   | 제48회~제59회 | 후작 | 연구회 |
| 10대 | 고노에 후미마로     | 1931년 1월 16일~1933년 6월 9일    | 의장 취임   | 제59회~제64회 | 공작 | 화요회 |
| 11대 | 마쓰다이라 요리나가 | 1933년 6월 9일~1937년 6월 19일    | 의장 취임   | 제65회~제70회 | 백작 | 연구회 |
| 12대 | 사사키 유키타다     | 1937년 6월 19일~1944년 6월 19일   | 임기 만료   | 제71회~제84회 | 백작 | 화요회 |
| 13대 | 사사키 유키타다     | 1944년 6월 19일~1944년 10월 21일  | 사직        | 제85회        | 백작 | 화요회 |
| 14대 | 사카이 다다마사     | 1944년 10월 21일~1945년 12월 17일 | 의원 사직   | 제86회~제89회 | 백작 | 연구회 |
| 15대 | 도쿠가와 무네요시   | 1946년 6월 19일~1947년 5월 2일    | 귀족원 폐지 | 제90회~제92회 | 백작 | 연구회 |

## 원내 회파
귀족원과 함께 창설된 중의원이 얼마 지나지 않아 정당 정치를 시작하자 귀족원은 스스로를 정당 정치의 방파제로 인식하고 국가 주권(천황 주권)을 유지한다는 명목으로 귀족원에 정당 세력이 침투하지 못하도록 하고 정당에 참여한 귀족원 의원은 사직하는 것을 불문율로 삼았다. 따라서 공식적으로 귀족원 의원은 대부분이 무소속이었다. 하지만 의정 활동을 위한 친목이나 정보 교환을 위해 원내 회파(会派)는 존재했다.
귀족원은 그 성질상 재선을 위해 노력할 필요가 없는 의원이 많았기에 회파에 소속되어 있어도 구속력이 약했다. 대부분의 회파는 불편부당(不偏不黨)을 기치로 내걸었으며 회파가 의결해도 소속 의원들의 표결에 영향을 주지도 못했다. 연구회처럼 엄격한 구속력을 가진 경우도 있었지만 이 때문에 연구회는 당대에 많은 비판을 받았다. 또한 정당 정치가 크게 발전했던 다이쇼 말기부터 쇼와 초기에는 회파 중 일부가 중의원의 정당과 결탁하여 정당색을 강화한 경우도 있었다.
하지만 기본적으로 정당과는 명백하게 그 성격을 달리했기에 무소속 의원과의 구분도 명확하지 않았고 따라서 회파의 구성도 불분명한 경우가 많다. 과거에 존재했던 주요 회파는 다음과 같다.
화요회(火曜会, 1928년~1947년)는 공·후작의원만으로 구성되었던 소수 회파였지만 소속 의원들이 모두 종신의원이었기에 강한 안정성을 유지했다. 연구회의 통제주의적 운영에 불만을 가진 의원들을 중심으로 출범했다. 도쿠가와 이에사토, 고노에 후미마로, 도쿠가와 구니유키, 도쿠가와 이에마사 등이 소속되어 있었다.
연구회(研究会, 1891년~1947년)는 귀족원 회파 중에서 오랫동안 강한 세력을 자랑하나 회파였다. 1890년 자작의원을 위한 정무 연구회로 창설된 것이 시초다. 선거를 통해 상무위원 9명을 선출했는데 이들이 연구회를 이끌었는데 소속 의원들이 회파의 결정을 따르도록 강하게 요구받았다. 또한 연구회 소속이 아닌 의원이 제출한 법률안에 대해 연구회 소속 의원이 찬성하고자 할 때에도 연구회의 허가를 받도록 강제했다. 자연스럽게 연구회는 강한 단결력을 자랑했지만 1927년 회파의 구속력을 완화하는 규칙이 새롭게 만들어지면서 단결력은 약해졌다. 이후 연구회는 민정계와 중립파라는 독자적인 파벌로 나뉘어 각자 행동하게 되었다.
공정회(公正会, 1919년~1947년)는 1919년 남작의원을 중심으로 결성된 회파였다.
다화회(茶話会, 1894년~1928년)는 히라타 도스케를 중심으로 결성된 관료 출신 칙선의원들의 회파였다. 내각총리대신 야마가타 아리토모의 계통을 잇는 의원들을 결집하여 귀족원 내에서 관료파와 반정당주의의 아성으로 성장했다. 해산 이후 화족 출신 무소속 의원들을 규합해 새롭게 동화회(同和会, 1928년~1947년)로 거듭났다.
교우구락부(交友倶楽部, 1912년~1947년)는 관료 출신 칙선의원들의 회파였다. 이토 히로부미와 사이온지 긴모치의 계통을 이었고 하라 다카시의 후원을 받았는데 이들은 모두 입헌정우회 총재직을 역임했기에 교우구락부 소속 의원들은 정당 정치에 대한 이해도가 깊었고 귀족원 내에서 정우회의 별동대 역할을 맡았다.
동성회(同成会, 1919년~1947년)는 공정회의 결성으로 세력이 약해진 토요회를 중심으로 결성된 회파로 관료 출신 칙선의원들이 중심을 이루었다. 입헌먼정당과 긴밀한 관계를 가진 의원들이 많아 귀족원 내에서 민정당의 별동대 역할을 맡았다.
삼요회(三曜会, 1891년~1899년)는 1890년 동지회가 발전해서 만들어진 회파였다. 매주 월·수·금요일에 회합을 열었기에 삼요회라는 이름이 붙었다. 고노에 아쓰마로가 몸담았던 회파이기도 하다.
무소속구락부(無所属倶楽部, 1941년~1947년)는 정당색이 옅은 관료 출신 칙선의원을 중심으로 만들어진 회파였다. 전후 A급 전범이 되거나 공직 추방당한 의원이 많았다.
1920년 7월 기준으로 회파에 소속된 의원의 수는 연구회가 143명, 공정회가 65명, 다화회가 48명, 교우구락부가 44명, 동성회가 30명, 무소속이 67명이었다. 1940년 신체제운동에 의해 중의원의 모든 정당이 해산된 뒤 대정익찬회로 강제 통합되자 귀족원의 회파도 해산해야 하는지가 문제로 떠올랐다. 결과적으로 회파는 정당과 다르다는 이유로 해산되지 않았으며 중의원과 달리 대정익찬회 참여도 강제하지 않기로 했다. 양대 회파였던 연구회와 공정회는 많은 의원이 대정익찬회에 적을 두었지만 동성회 등 소수 회파는 20% 정도만이 대정익찬회로 옮겨갔다. 1942년 익찬정치회가 결성되었을 때에도 중의원 의원은 95%가 참여했지만 귀족원 의원은 80% 정도에 불과했다.
1947년 3월 마지막 제국의회가 끝났을 무렵 회파에 소속된 의원의 수는 연구회가 142명, 공정회가 64명, 교우구락부가 41명, 동성회가 33명, 화요회가 323명, 동화회가 30명, 무소속구락부가 22명, 무소속 의원이 8명이었다. 신헌법 시행 이후 귀족원이 폐지되고 새롭게 참의원이 만들어졌지만 많은 귀족원 의원들이 선거에 출마해 참의원 의원이 되었다. 이들은 여전히 불편부당의 기치를 내세우며 녹풍회(緑風会, 1947년~1965년)를 구성하여 국정에 상당한 영향력을 발휘했다. 하지만 55년 체제가 도래하면서 창당된 보수 성향의 자유민주당이 전후 일본 정치를 주도하기 시작하면서 많은 녹풍회 소속 의원들이 자민당으로 당적을 옮겨갔다.

## 내각총리대신 배출
신헌법과 달리 구헌법은 내각총리대신에 관한 규정을 두지 않았다. 따라서 총리대신은 반드시 국회의원일 필요가 없었다. 실제로 구헌법 하에서 중의원 의원으로 총리대신이 된 사례는 하라 다카시, 하마구치 오사치, 이누카이 쓰요시뿐이었다.
반면 귀족원 의원으로서 총리대신이 되었던 사례는 마쓰카타 마사요시, 오쿠마 시게노부, 가쓰라 다로, 사이온지 긴모치, 다카하시 고레키요, 기요우라 게이고, 가토 다카아키, 와카쓰키 레이지로, 다나카 기이치, 고노에 후미마로, 히가시쿠니 나루히코, 시데하라 기주로, 요시다 시게루 등 무수히 많다. 다만 다카하시와 시데하라는 총리대신에서 물러난 뒤 중의원 의원이 된 적이 있으며 가토는 중의원 의원을 역임했다가 귀족원 의원이 된 채 총리대신이 되었고 요시다는 재임 중에 귀족원이 폐지되자 중의원 의원으로 당선된 뒤 다시 총리대신이 되었다.

## 의사록
첫 번째 회기부터 귀족원은 『귀족원 의사 속기록』과 『귀족원 의사록』을 작성했다. 의사록은 공식 기록으로 의장의 서명을 받아야 했으며 속기록보다 우선 취급을 받았다. 위원회도 본회의와 마찬가지로 『귀족원 위원회 의사 속기록』과 『귀족원 위원회 의사록』을 작성했다.

## 조선인 귀족원 의원
귀족원에 조선인들이 선출된 것은 조선인들의 참정권 요구가 받아들여진 결과였다. 징병제가 일본의 일방적인 요구에 의해 실시되었던 것에 비해 참정권 문제는 조선총독부가 작성한 원안대로 관철된 것으로 보인다.
1932년 12월 박영효가, 1941년 윤덕영이 귀족원 의원이 되었다. 박중양은 윤덕영과 함께 1941년 의원으로 선정되었지만 고사했는데 1945년 4월 다시 선정되었을 때에는 받아들였다. 1943년에는 이진호가 칙선되었지만 제도로서 규정되어 있는 것은 아니었다.
일제강점기가 끝나갈 무렵인 1945년 당시 조선인 귀족원 의원으로는 박영효, 윤덕영, 이진호, 윤치호, 김명준, 박중양, 박상준, 송종헌, 이기용, 한상룡 등이 있었다.

## 같이 보기
- 양원제
- 일본 제국의회
- 귀족원 (영국)
- 참의원 (일본)
- 중의원

## 참고 자료
- 최유리, 《일제 말기 식민지 지배정책연구》 (국학자료원, 1997)
- 마츠다 도시히코, 《일제시기 참정권 문제와》 (김인덕 역, 국학자료원, 2004)
- (일본어) 귀족원 50년사 편찬회 수집 문서 - 일본 국립국회도서관 헌정자료실